# 清水尚弥
清水 尚弥（しみず なおや、1995年4月6日 - ）は、日本の俳優。トヨタオフィス→バイツ→アンブリンク所属。弟は清水尋也。

## 出演
- 主演のものは太字で表示

### テレビドラマ
- 山田太郎ものがたり（2007年、TBS） - 山田三郎 役
- 夕陽ヶ丘の探偵団（2007年、NHK教育） - 金子友彦 役
- UENOがツナイダきずな（2008年、BS日テレ）
- 絶対零度〜未解決事件特命捜査〜 Case.4（2010年、フジテレビ） - 火浦忠広（中学時代） 役
- 鈴木先生（2011年、テレビ東京） - 山口克己 役
- 世にも奇妙な物語 '14春の特別編「復讐病棟」（2014年、フジテレビ） - 医師（高校時代） 役
- アイアングランマ 第4話（2015年、NHK BSプレミアム）
- 星屑リベンジャーズ（2018年7月31日 - 、名古屋テレビ[注釈 1]） - 新谷恭介 役
- 刑事7人 最終話（2019年9月18日、テレビ朝日） - 吉井理 役[6]
- GARO -VERSUS ROAD-（2020年4月2日 - 6月26日、TOKYO MX） - 星合翔李 役
- 夫よ、死んでくれないか（2025年4月7日 - 6月23日、テレビ東京） - 鴨下亮介 役[7]

### WEBドラマ
- 星屑リベンジャーズ（2018年7月23日 - 、AbemaTV[注釈 1]） - 新谷恭介 役

### 映画
- おじさん公園のひみつ（2008年）
- 告白（2010年） - 神崎唯 役
- おとこのこ（2010年）
- からっぽ（2012年） - 主演・加藤小判 役[8]
- ねこにみかん（2013年）
- 放課後ロスト（2013年）
- プラトニックな15分（2014年）
- あの電燈（2014年）
- 死んだ目をした少年（2015年） - 主演・犬田文治 役[9]
- ソ満国境 15歳の夏（2015年） - 広木康太 役
- 独裁者、古賀。（2015年） - 主演・古賀祐介 役[10]
- ある女工記（2016年） - 主演[11]
- 人狼ゲーム プリズン・ブレイク（2016年） - 阿久津悠生 役
- ラ（2019年） - ダビデ 役
- 羊とオオカミの恋と殺人（2019年） - テル 役[12]
- きまじめ楽隊のぼんやり戦争（2021年） - 平一 役
- 終点は海 （2022年）- 主演・レン 役
- 若武者（2024年） - 主演・光則 役（坂東龍汰、高橋里恩とトリプル主演）[13]
- 消滅世界（2025年公開予定） - 正信 役[14]

### 舞台
- 劇団た組。第10回目公演 舞台版『惡の華』（2016年7月27日 - 31日、浅草六区ゆめまち劇場） - 主演・春日高男 役 [15]